# Riz jauni
Le riz jauni (ou « riz jaune », en japonais : 黄変米 Ouhenmai) est un riz dont les grains sont devenus jaunes ou orange en raison de leur contamination post-récolte par des moisissures, principalement des ascomycètes du genre Penicillium.
Ces moisissures, non nocives en elles-mêmes, produisent des mycotoxines nocives pour les humains, causant des dommages au foie et aux reins. 
Au Japon, la toxicité associée au riz jauni est devenu un problème au lendemain de la Seconde Guerre mondiale lorsque le pays a dû importer de grandes quantités de riz. L'ingestion de ce riz moisi par l'homme provoquait des vomissements, des convulsions et une paralysie ascendante, la mort pouvant survenir dans les trois jours suivant les premiers signes de la contamination. 
On distingue trois types de grains de riz jauni selon les souches de Penicillium concernées : riz jaune (Penicillium citreonigrum), riz jaune Citrinum (Penicillium citrinum) et riz jaune Islandia (Penicillium islandicum). Ces grains de riz ont été identifiés pour la première fois au Japon en 1964, après que les recherches ont été interrompues par la Seconde Guerre mondiale. La première des souches de riz jauni a été liée au shoshin-kakke (attaque cardiaque). Le riz jaune Citrinum et le riz jaune Islandia ne sont pas connus pour avoir eu des effets néfastes sur les populations humaines. 